# マーク・マーテル
マーク・マーテル（Marc Martel, 1976年11月16日 - ）は、カナダのミュージシャン。ケベック州モントリオール出身。

## 来歴
サスカチュワン州のブライアークレスト・カレッジ・アンド・セミナリーに通い、1999年にルームメイトのジェイソン・ジャーメインらとクリスチャン・ロックを演奏するバンド・ダウンヒアを結成。大学卒業後に、バンドは拠点をテネシー州ナッシュビルに移し、Word Recordsと契約した。バンドは2013年1月1日に活動休止。活動休止までに10枚のアルバムをリリースした。
2011年9月、マーテルはクイーンの公式トリビュートプロジェクトであるクイーン・エクストラヴァガンザのオーディションに参加。オーディションのためにマーテルがクイーンの楽曲「愛にすべてを」を歌唱する動画がYouTubeにアップロードされた。この動画は数日間で100万回以上の再生回数を記録し、2020年6月の時点で2100万回以上再生されている。動画のアップロードから1週間後にはThe Ellen DeGeneres Showに出演した。結果的にマーテルはメンバーに選出され、2012年にクイーン・エクストラヴァガンザとの6週間のツアーに参加した。マーテルは2016年末までクイーン・エクストラヴァガンザに参加した。
2018年、クイーンのヴォーカリストであるフレディ・マーキュリーの半生を描いた伝記映画『ボヘミアン・ラプソディ』の歌唱シーンの一部の録音に参加。